# Lijst van Groningers (stad)
Deze lijst van Groningers (Stadjers) betreft bekende personen die in de Nederlandse stad Groningen zijn geboren of overleden. Voor bekende personen uit andere delen van de provincie Groningen, zie Lijst van Groningers (provincie).

## A
- Atlete Ria AhlersLianne Abeln (1939), zangeres
- Lois Abbingh (1992), handbalster

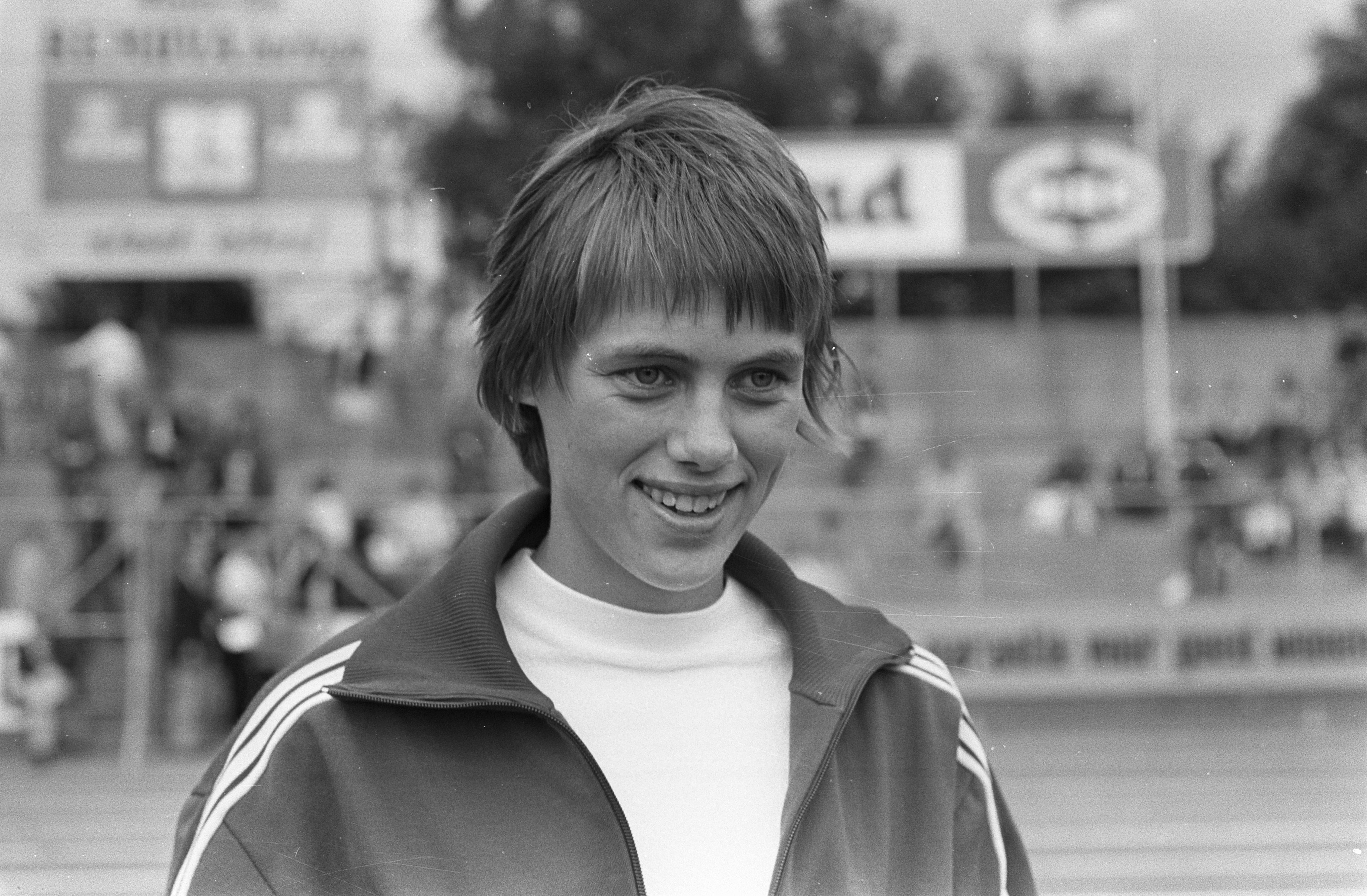
Atlete Ria Ahlers

- Janine Abbring (1976), programmamaakster en televisiepresentatrice
- Céline Agema (1997), voetbalster
- Ria Ahlers (1954), atlete
- Marc-Jan Ahne (1972), D66-politicus
- Bert Alberda (1949), gynaecoloog
- Onno Reint Alberda van Ekenstein (1752-1821), politicus
- Joop Alssema (1949), GPV/ChristenUnie-politicus
- Jacques d'Ancona (1937-2024), journalist

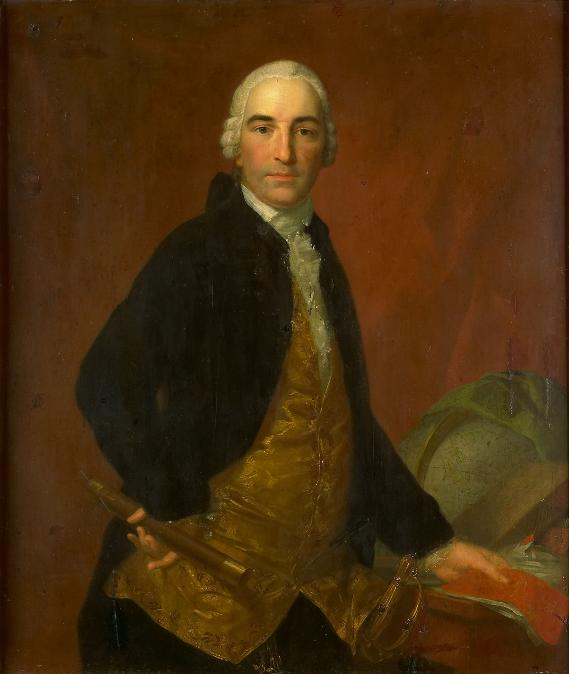
Gouverneur-generaal Willem Alting

- Gouverneur-generaal Willem AltingCor Alons (1892-1967), industrieel ontwerper
- Willem Alting (1724-1800), gouverneur-generaal van de VOC
- Riek Ammermann (1944), monumentaal kunstenaar en schilder
- Joris Andringa (1635-1676), marineofficier
- Cornelius Ubbo Ariëns Kappers (1877-1946), neuroloog
- Rutger Arisz (1970), roeier
- Willem van der Ark (1963), voetballer
- Ko Arnoldi (1883-1964), acteur, toneelregisseur en vertaler
- Joseph Ascher (1829-1869), componist en pianist
- Jan Augustini (1725-1773), schilder
- Johan d'Aulnis de Bourouill (1850-1930), econoom
- Patrick Ax (1979), voetballer

## B
- Juninho Bacuna (1997), voetballer
- Voetballer Juninho BacunaLeandro Bacuna (1991), voetballer

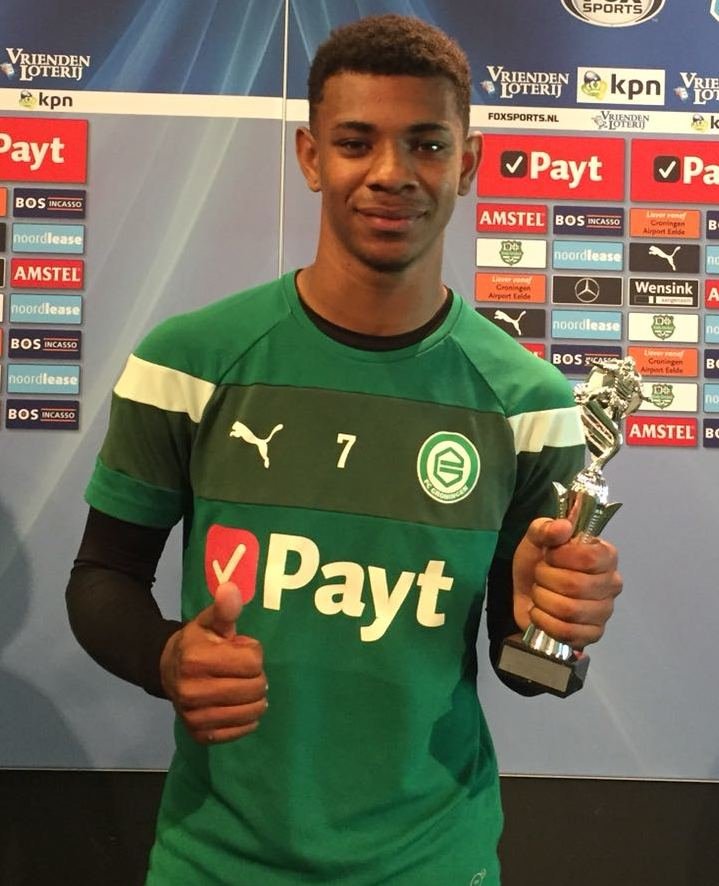
Voetballer Juninho Bacuna

- Jaap Bakema (1914-1981), architect
- Said Bakkati (1982), voetballer
- Albert Bakker (1956), schaatser
- Nick Bakker (1992), voetballer
- Hetty Beck (1888-1979), hoorspelactrice
- Carin ter Beek (1970), roeister
- Benny Behr (1911-1995), jazzviolist
- Daniëlle Bekkering (1976) schaatsster
- Ina van Berckelaer-Onnes (1942), pedagoge
- Samora Bergtop (1978), actrice
- Daniel Bernoulli (1700-1782), wiskundige en natuurkundige
- Annemieke Bes (1978), zeilster
- Carina Bleeker (1968), hockeyster
- Rogier Blink (1982), roeier
- Thijmen Blokzijl (2005), voetballer

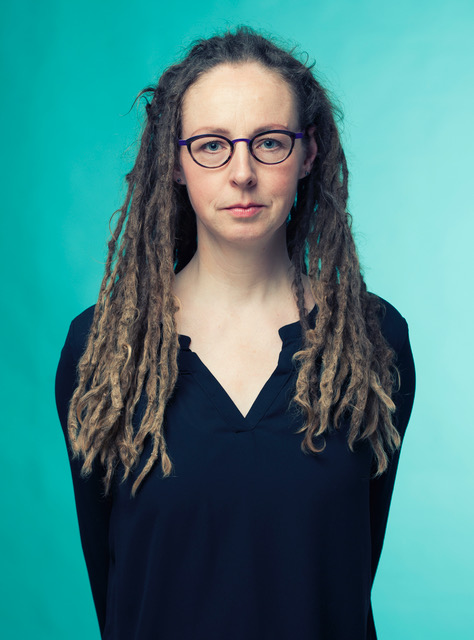
Schrijfster Bianca Boer

- Schrijfster Bianca BoerHenk Bodewes (1954-2004), voetbaltrainer
- Willem Boekhoudt (1822-1894), predikant en publicist
- Claus Boekweg (1966), voetballer en trainer
- Bianca Boer (1976), schrijfster en dichteres
- Angélique de Boer (1947), actrice
- Klaas de Boer (1941-2002), astronoom
- Hayo Boerema (1972), organist
- Harm Jan van Bolhuis (1766-1824), burgemeester van Groningen
- Gerard Bolland (1854-1922), filosoof en taalkundige
- Otto Bonsema (1909-1994), voetballer
- Jenning de Boo (2004), shorttracker en schaatser
- Geert Adriaans Boomgaard (1788-1899), honderdplusser
- Gerrit Borghuis (1939-2022), voetballer
- Dirk Bos (1862-1916), liberaal politicus
- Sietse Bosgra (1935-2023), politiek activiste
- Annelies Bouma (1938-2025), cabaretière
- Bob Bouma (1929-2009), journalist en presentator
- Maya Bouma (1933-1998), actrice
- Siebe Jan Bouma (1899-1959), architect
- Herman Bouman (1822-1899), dichterPiraat Rock de Braziliaan

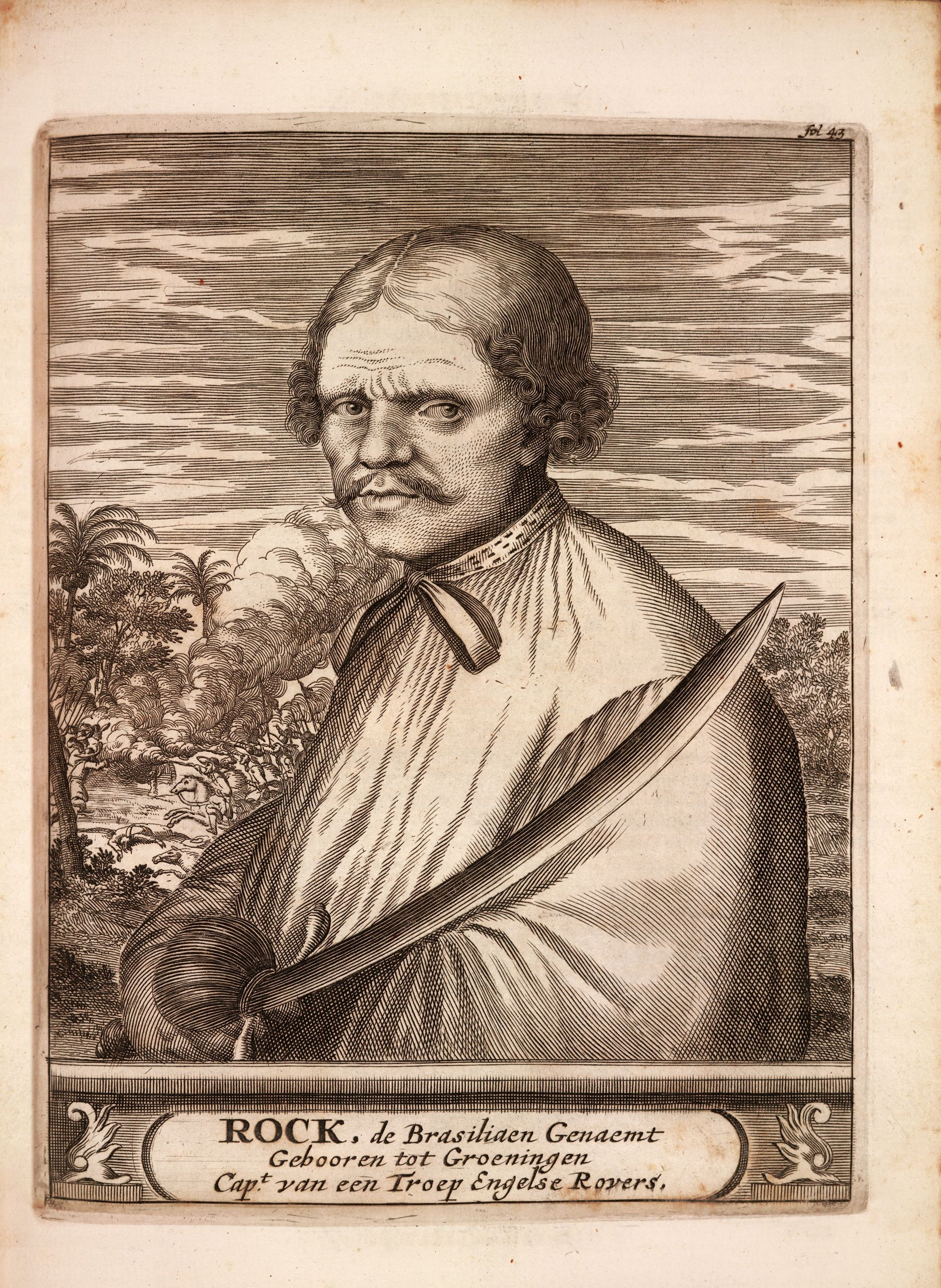
Piraat Rock de Braziliaan

- Marjon Brandsma (1943-2024), actrice
- Willem Brandt (1905-1981), dichter, schrijver en journalist
- Rock de Braziliaan (ca. 1635-ca. 1671), piraat
- Pieter Brongers (1813-1867), politicus
- Pauline Broekema (1954), journaliste en schrijfster
- Jellie Brouwer (1964-2023), journaliste en presentatrice
- Fop I. Brouwer (1912-1991), bioloog en radiomaker
- Annie Brouwer-Korf (1946-2017), PvdA-politicus
- Coosje van Bruggen (1942-2009), beeldhouwer
- Hajo Brugmans (1868-1939), historicus
- Ieb Brugmans (1896-1992), historicus
- Izaak Johannes Brugmans (1843-1910), spiegelfabrikant
- Wieger Bruin (1893-1971), architect en stedenbouwkundige
- Rika Bruins (1934-2025), zwemster
- Wouter Brus (1991), atleet
- Evert Jan Bulder (1894-1975), voetballer
- Jaap Bulder (1896-1979), voetballer
- Mette Bus (1955), beeldhouwer
- Julian Bushoff (1997), PvdA-politicus
- Marcus Busch (1769-1843), militair
- Evert Buttinger (1823-1893), politicus

## C

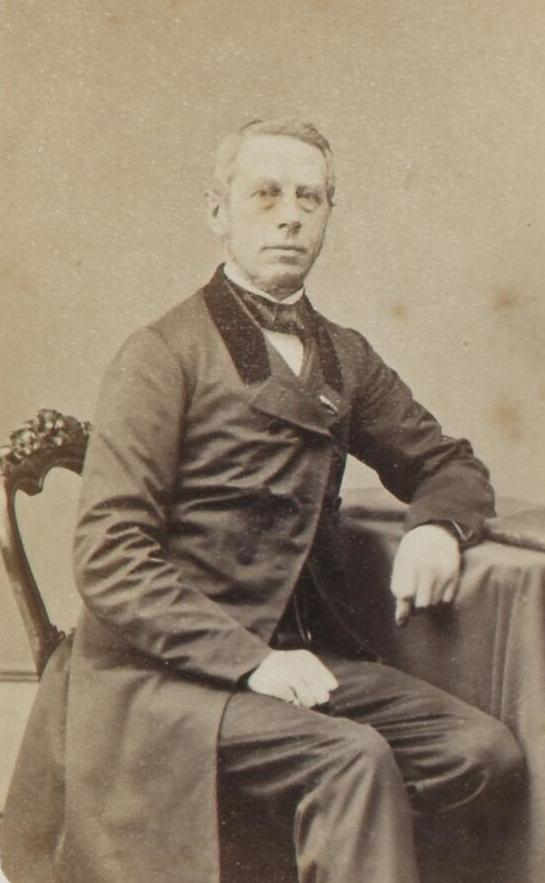
Politicus Coos Cremers

- Politicus Coos CremersGerhard Gosen Geurt Canter Cremers (1839-1904), waterbouwkundige
- Jacobus Johannes Canter Cremers (1879-1925), waterbouwkundige
- Sierd Cloetingh (1950), geofysicus
- Volcher Coiter (1534-1576), bioloog
- Wim Cornelis (1949), PvdA-politicus
- August de Cornillon (1807-1872), militair, klarinettist en kapelmeester
- Coos Cremers (1806-1882), liberaal politicus
- Eppo Cremers (1766-1815), politicus
- Eppo Cremers (1823-1896), politicus
- Franciscus Jacobus Joannes Cremers (1779-1845), burgemeester van Groningen
- Willem Cornelis Johannes Josephus Cremers (1818-1906), politicus
- Rikkert La Crois (1934-2021), voetballer
- Wim Crouwel (1928-2019), grafisch ontwerper
- Julia Culp (1880-197), mezzosopraan

## D
- Thijs Dallinga (2000), voetballer
- Nhung Dam (1984), schrijver
- René van Dammen (1953-2017), kijkcijferexpert
- Poppe Damave (1921-1988), kunstschilder

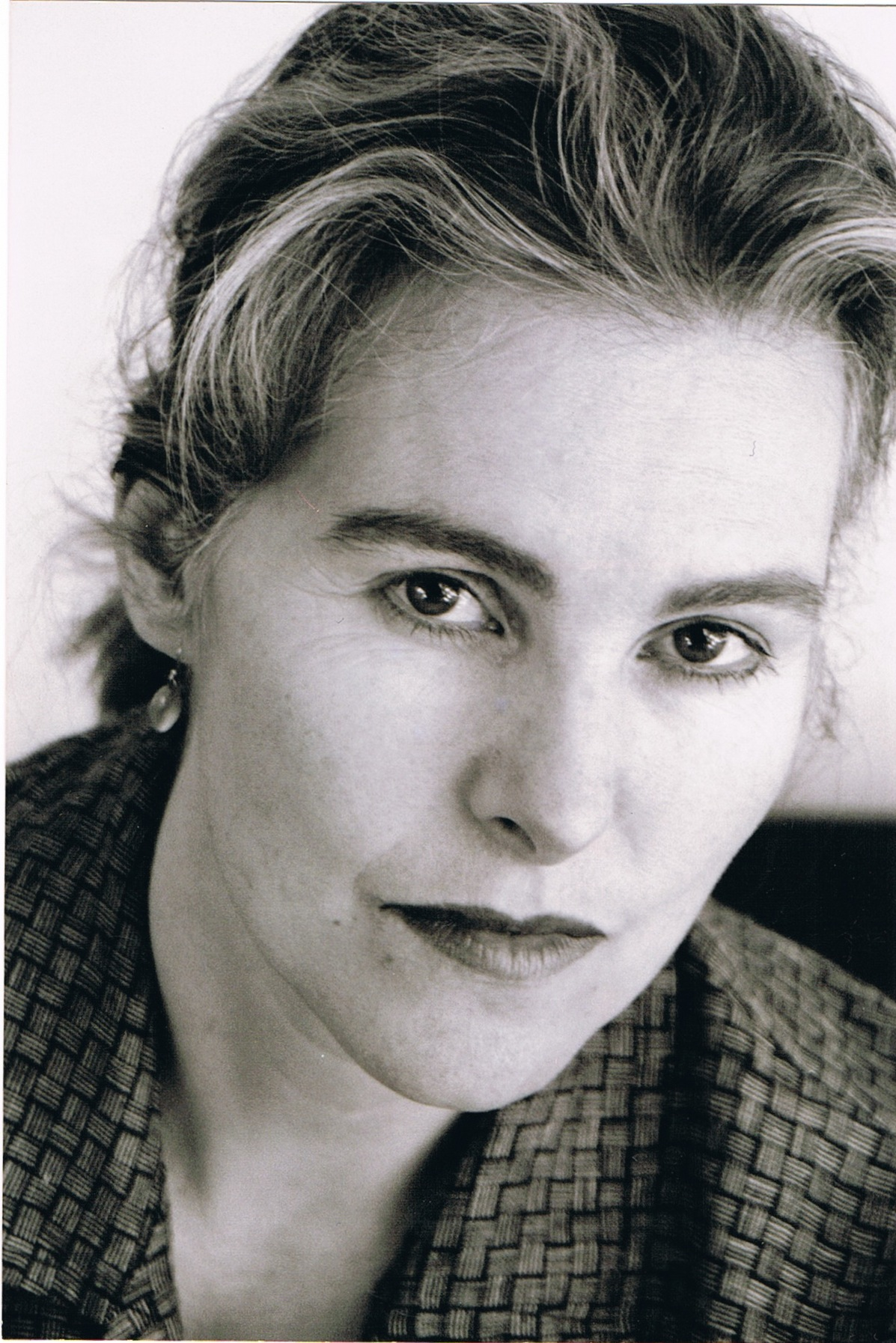
Kunsthistorica Catherine de Zegher

- Kunsthistorica Catherine de ZegherCatherine de Zegher (1955), kunsthistorica
- Abraham Izaaks Deen (1760-1821), opperrabbijn van Groningen en Friesland
- Bets Dekens (1906-1992), atlete
- Arie van Deursen (1931-2011), historicus
- Johan van der Dong (1962), conceptueel kunstenaar
- Otto van Diepen (1932-2016), VVD-politicus
- Antje Diertens (1958), D66-politica
- Dominique van Dijk (1979), voetballer
- Gregoor van Dijk (1981), voetballer
- Kim van Dijk (1984), wielrenster
- Klaas van Dijk (1913-1990), beeldhouwer
- Johan Dijkstra (1896-1978), schilder en oprichter van De Ploeg
- Martin Drent (1970), voetballer
- Jan Drenth (1925-2025), chemicus
- Jan Anne Drenth (1941), acteur

## E
- Sebo Ebbens (1945), hockeyer
- Albert Eckhout (ca. 1610 - ca. 1665), kunstschilder

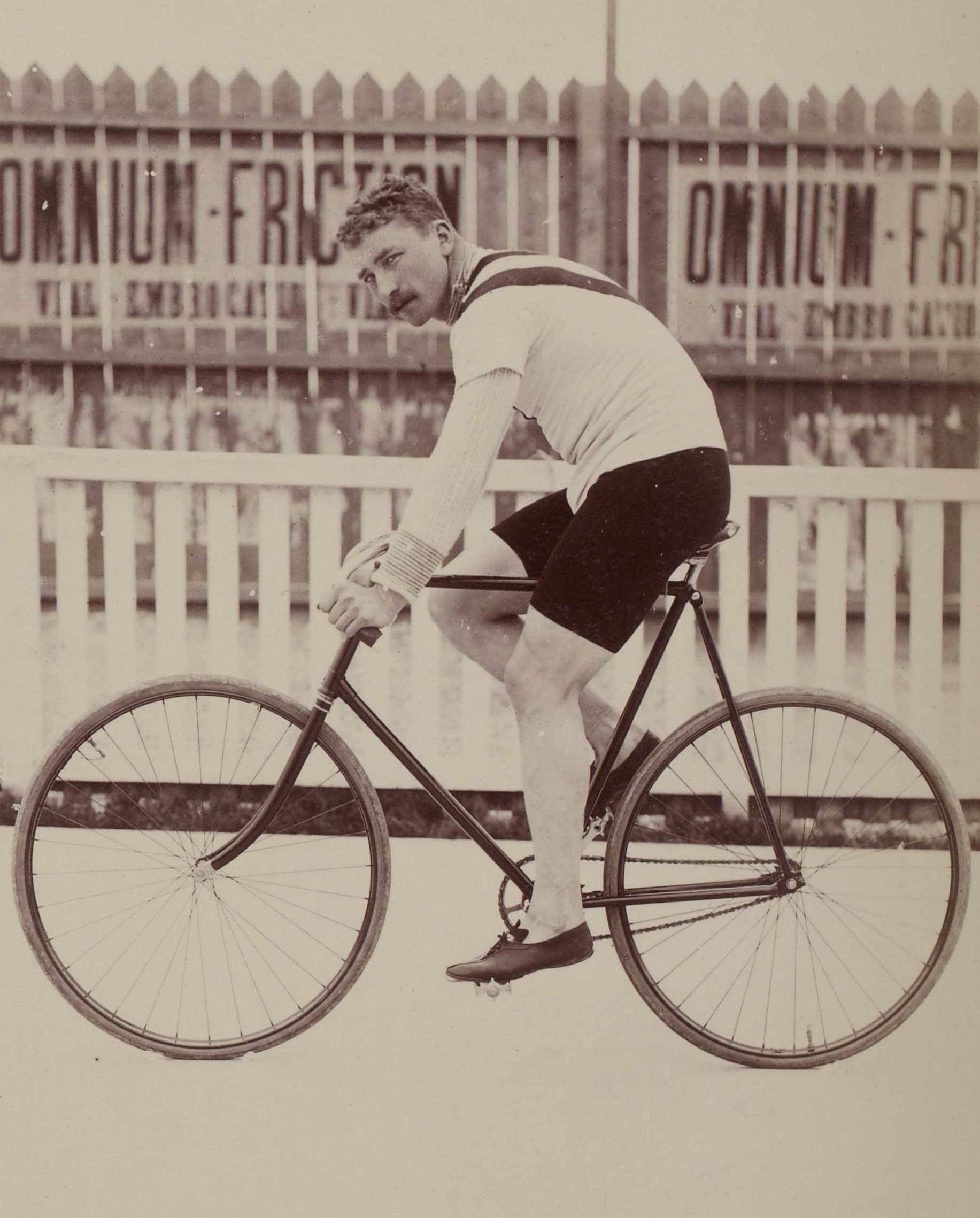
Schaatser en wielrenner Jaap Eden

- Schaatser en wielrenner Jaap EdenJaap Eden (1873-1925), schaatser en wielrenner
- Nanette Edens (1969), actrice en theaterregisseur
- Bernhardt Edskes (1940-2022), organist en orgelbouwer
- Cor Edskes (1925-2015), organist en orgeldeskundige
- Bas Eenhoorn (1946), VVD-politicus
- Otto Eerelman (1983-1926), kunstschilder, etser en lithograaf
- Jan Eggens (1943-2015), CDA-politicus
- Herman Eggink (1949), roeier
- A.Th. van Elmpt (1866-1953), architect
- Meiny Epema-Brugman (1930-2022), PvdA-politicus
- Sjoerd Elzer (1944-2023), graficus en schilder
- Sake Elzinga (1959), fotograaf en journalist
- Tale Evenhuis (1915-2013), PvdA-politicus

## F
- Kim Feenstra (1985), model

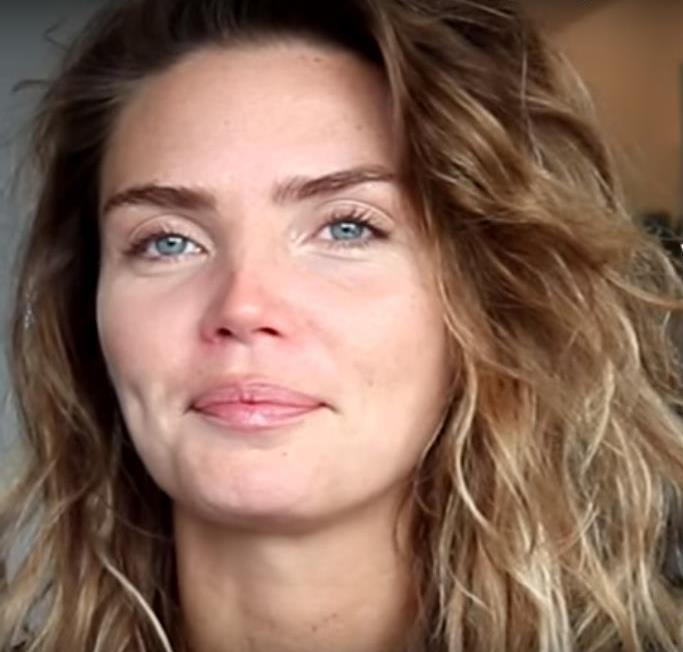
Model Kim Feenstra

- Model Kim FeenstraJerine Fleurke (1973), volleybalster
- Peter Flik (1938-2024), radiomaker en verslaggever
- Huub Flohr (1954), priester en bisschoppelijk vicaris
- Fodé Fofana (2002), voetballer
- Machteld van Foreest (2007), schaakster
- Herman Franke (1948-2010), criminoloog en schrijver
- Piet Fransen (1936-2015), voetballer
- Jean-Paul Franssens (1938-2003), schrijver en schilder
- Joep Franssens (1955), componist
- Ton Frinking (1931-2022), militair en CDA-politicus

## G

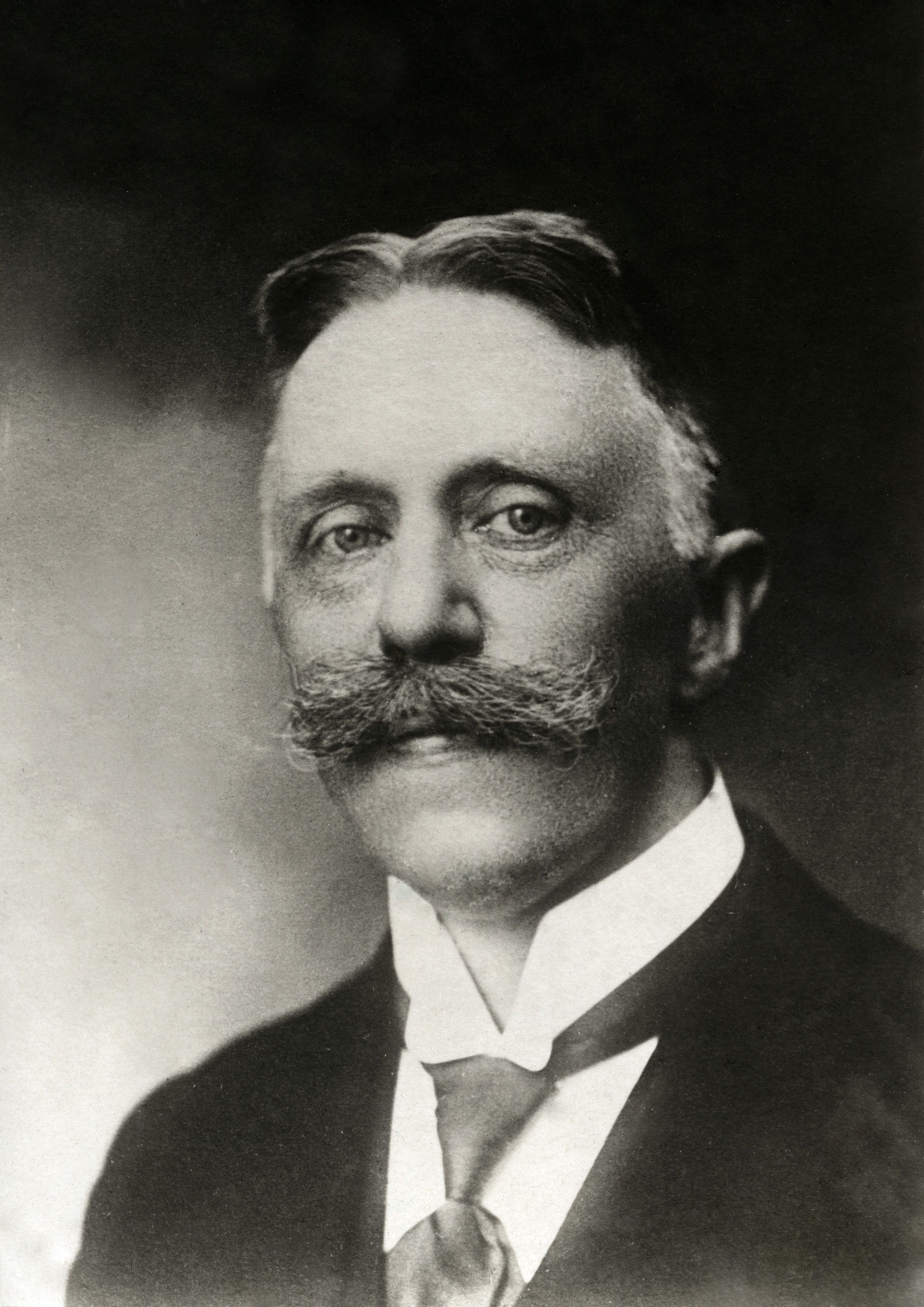
Premier Dirk Jan de Geer

- Premier Dirk Jan de GeerWessel Gansfort (1419-1489), theoloog en vroeg-humanist
- Jeroen Gebben (1971), VVD-politicus
- Dirk Jan de Geer (1870-1960), premier van Nederland 1926-1939 en 1939-1940
- Wim Gerlach (1935-2007), bokser
- Chas Gerretsen (1943), fotograaf en journalist
- Joseph Gockinga (1778-1851), politicus
- John Goodricke (1764-1786), astronoom
- Rein de Graaff (1942), jazzpianist
- Gerard Gratama (1874-1965), schilder en kunstcriticus
- Jan Gratama (1877-1947), architect en stedenbouwkundige
- Lambartus Grevijlink (1735-1815), ingenieur
- Appie Groen (1901-1964), voetballer
- Trudy Groenman (1944), tennisster
- Johan Groneman (1876-1953), NSB-politicus
- Marcel Groninger (1970), voetbaltrainer

## H
- Henk de Haan (1962), voetballer

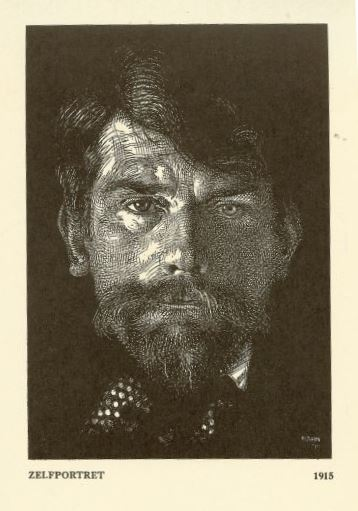
Politiek tekenaar Albert Hahn

- Rieks de Haas (1902-1976), voetballer
- Roos de Haas (2005), voetbalster
- Albert Hahn (1877-1918), politiek tekenaar
- Gerry Hamstra (1970), voetbaltrainer
- Levie Hartog Geloga (-1798), opperrabijn van Groningen
- Jan ten Have (1903-1991), kunstschilder
- Jacob Havinga (1786-1855), bestuurder en vervener
- Derkje Hazewinkel-Suringa (1889-1970), jurist
- Schelto van Heemstra (1807-1864), politicus
- Rudmer Heerema (1978), VVD-politicus
- Wim van der Heide (1942), voetballer
- Andries Heidema (1962), ChristenUnie-politicus
- Astrid Heijstee-Bolt (1970), D66-politica
- Greet Hellemans (1959), roeister
- Nicolette Hellemans (1961), roeister
- Tiberius Hemsterhuis (1685-1766), filoloog
- Hans van den Hende (1964), rooms-katholiek bisschop

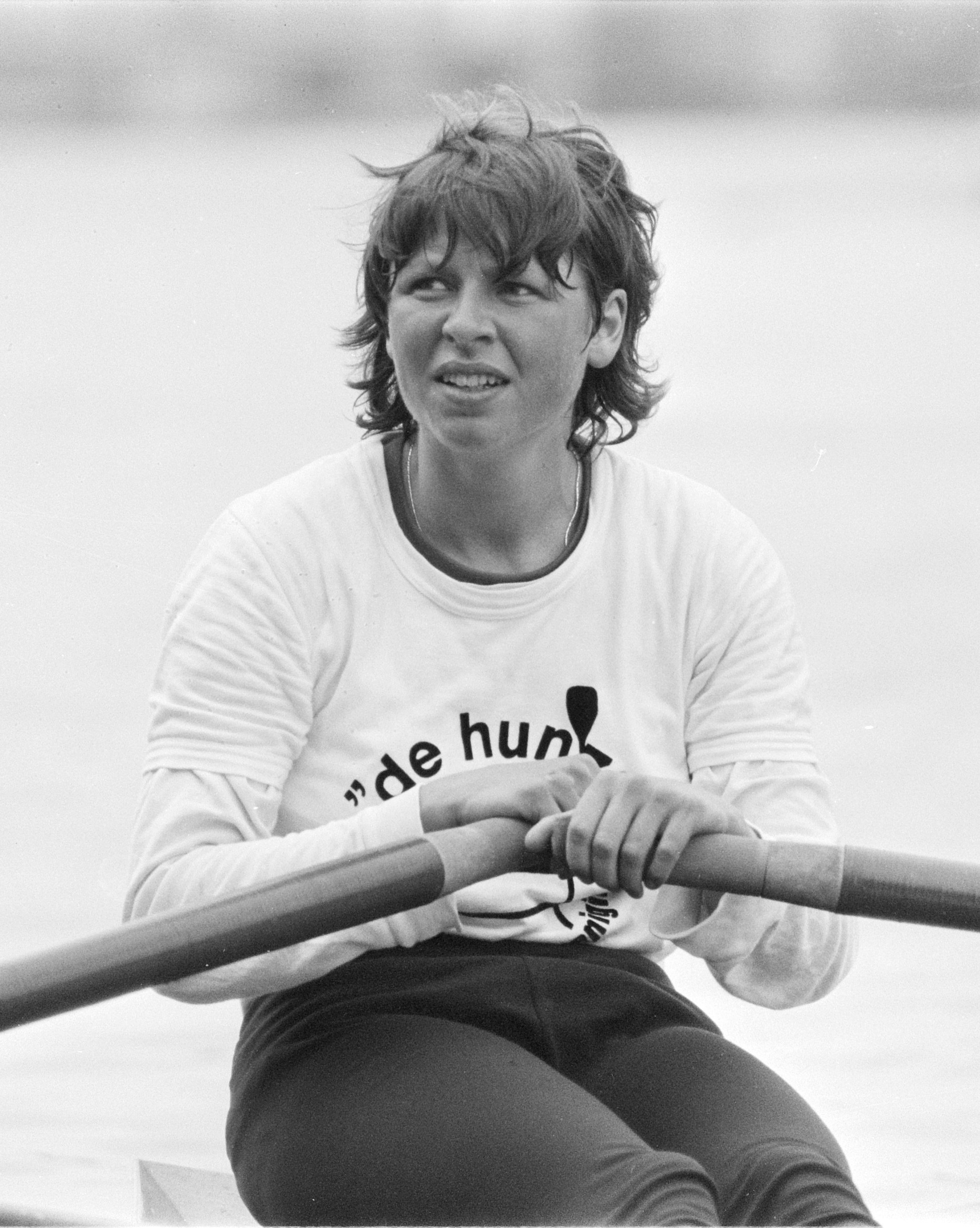
Roeister Nicolette Hellemans

- Roeister Nicolette HellemansWim Hendriks (1922-2003), PvdA-politicus
- Geertruida van Hettinga Tromp (1872-1962), schilder, tekenaar en graficus
- Arno van der Heyden (1961-2023), cabaratier en acteur
- Bert Hiemstra (1973), wielrenner
- Gerard Hijlkema (1946), hockeyer
- Harm-Ydo Hilberdink (1958), regisseur
- Eddy Hilberts (1948), muziekproducent, artiest en songwriter
- Anton Hildebrand (1907-1977), schrijver
- Klaas Jan Hindriks (1935), journalist en presentator
- Pete Hoekstra (1953), Amerikaans politicus
- Pieter Hofstra (1946-2025), VVD-politicus
- Frans Hogenbirk (1918-1998), voetballer
- Jordi Hoogstrate (1983), voetballer
- Kees van der Hoef (1935-2018), zanger, schrijver, dichter
- Beno Hofman (1953-2023), historicus en radiopresentator
- Nienke Homan (1979), GroenLinks-politica

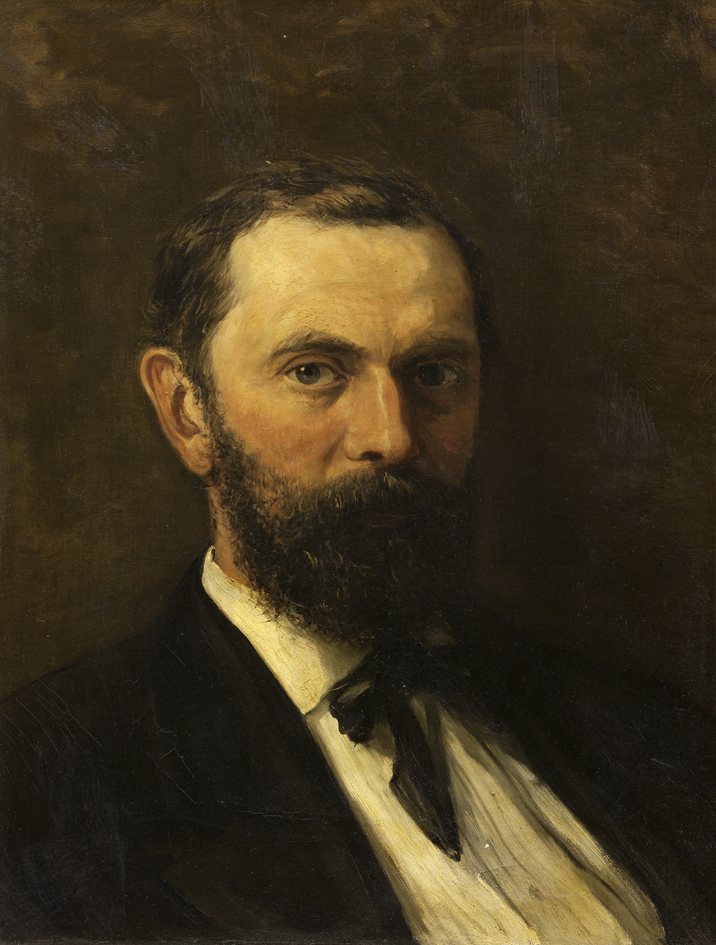
Politicus Samuel van Houten

- Politicus Samuel van HoutenHerman van Hoogdalem (1956), kunstschilder
- Hanny van den Horst (1924-2008), journaliste
- Barbara Elisabeth van Houten (1862-1950), kunstschilderes
- Gerrit van Houten (1866-1934), kunstschilder
- Samuel van Houten (1837-1930), liberaal politicus
- Sientje van Houten (1834-1909), schilderes
- Hugo Hovenkamp (1950), voetballer
- Pieter Hoytema van Konijnenburg (1868-1921), politicus
- Johanna Clementina Hudig (1907-1996), eerste vrouwelijke rechter in Nederland
- Jopie Huisman (1922-2000), kunstschilder en tekenaar
- Jelte Hulzebos (1951), organist
- Johan Huizinga (1872-1945), historicus
- Heleen Hummelen (1962), actrice

## I
- Jozef Israëls (1824-1911), kunstschilder

## J
- Dirk Janssen (1881-1986), turner
- Cornelis Jetses (1873-1955), illustrator
- Yannick Jozefzoon (1990), acteur

## K

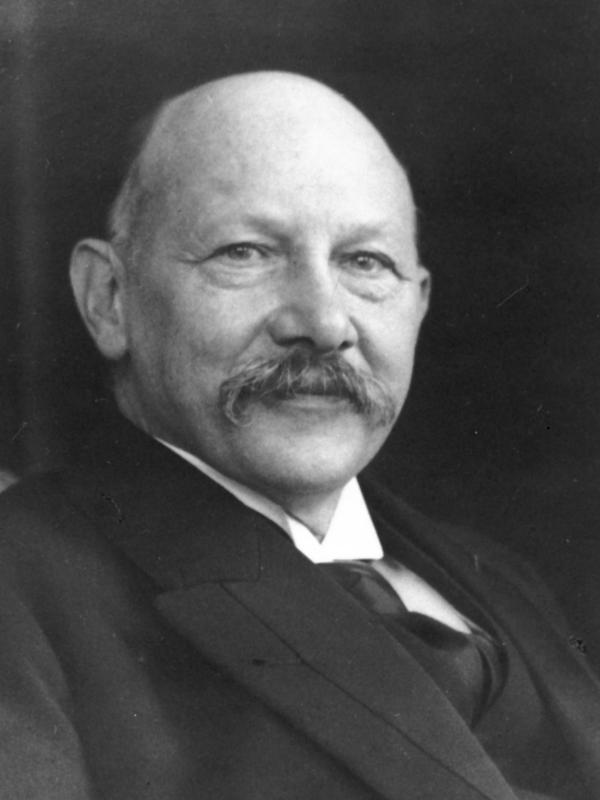
Natuurkundige Heike Kamerlingh Onnes

- Natuurkundige Heike Kamerlingh OnnesMargrite Kalverboer (1960), orthopedagoge en kinderombudsman
- Heike Kamerlingh Onnes (1853-1926), natuurkundige en Nobelprijswinnaar (1913)
- Roelien Kamminga (1978), VVD-politica, burgemeester van Groningen
- Jochem Kamphuis (1986), voetbalscheidsrechter
- Hanneke Kappen (1954), zangeres en televisiepresentatrice
- Gerard Kemkers (1967), schaatser en schaatscoach
- Israël Kiek (1811-1899), fotopionier
- Kim Klein Lankhorst (2002), volleybalster
- Alex Klompstra (1961), voetballer
- Klaas Knol (1928-2007), longarts
- Annelies van der Kolk (1953), ChristenUnie-politica
- Jan van der Kooi (1957), schilder en tekenaar
- Sjoerd Kooistra (1951-2010), ondernemer
- Halbo C. Kool (1907-1968), schrijver en dichter
- Tini Koopmans (1912-1981), atlete
- Egbert Bartolomeusz Kortenaer (ca. 1604-1665), admiraal
- Johan Harmen Rudolf Köhler (1818-1873), militair

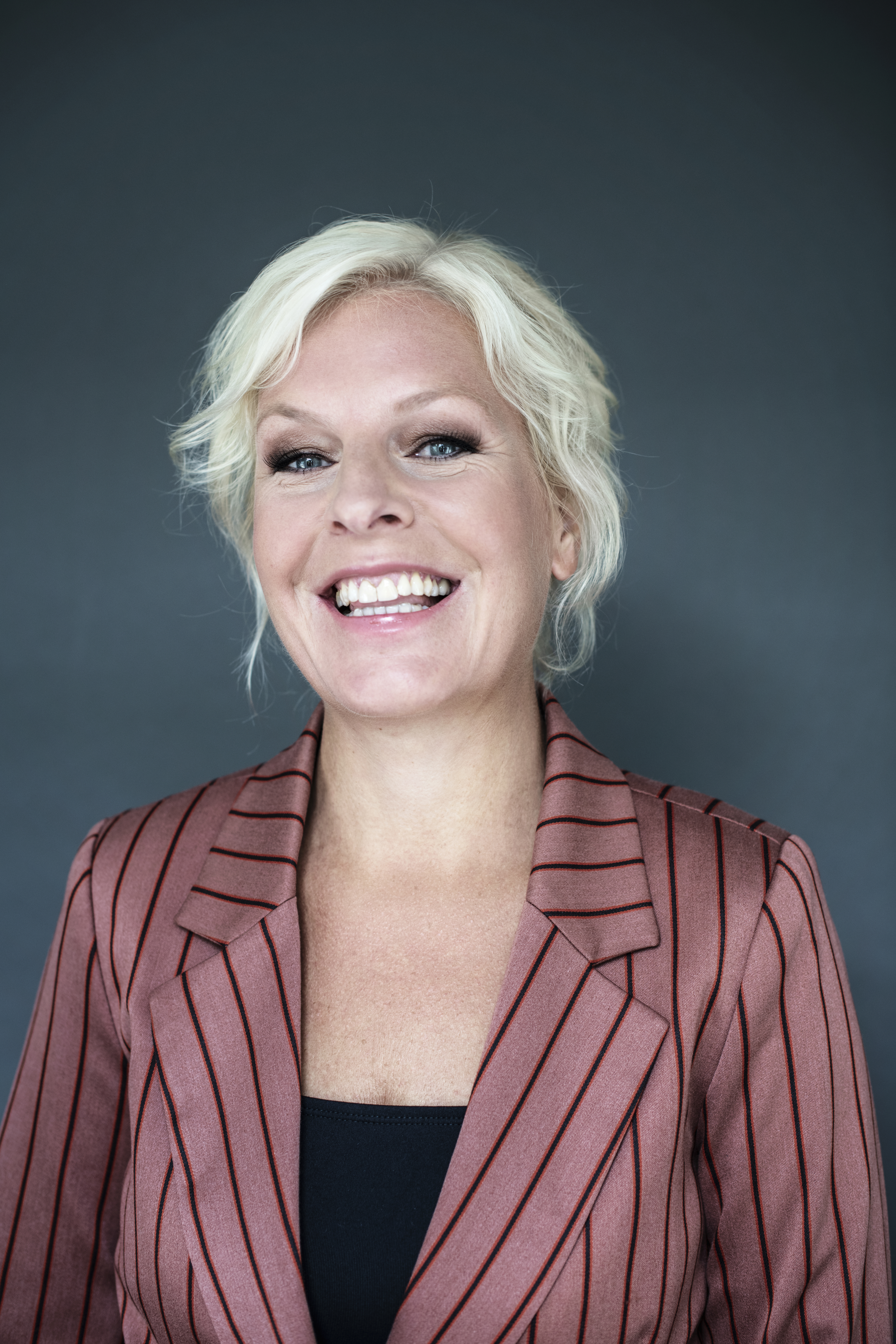
Politica Attje Kuiken

- Politica Attje KuikenHenk Kramer (1959-2025), marktkoopman
- Jakob Kraus (1861-1951), waterbouwkundige en politicus
- Jan Krikken (1944-2022), entomoloog
- Willem Egbert Kroesen (1817-1873), militair
- Gerrit Krol (1934-2013), schrijver, essayist en dichter
- Arnold Kruiswijk (1984), voetballer
- Attje Kuiken (1977), PvdA-politicus
- Jaap Kunst (1891-1960), etnomusicoloog
- Evert Kupers (1885-1965), vakbondsleider en politicus

## L
- Alfred Lagarde (1948-1998), diskjockey
- Frouwke Laning-Boersema (1937-2014), CDA-politica
- Lammert Leertouwer (1932-2024), theoloog en universiteitsbestuurder
- Isaac Lemming (-1801), opperrabijn van Groningen
- Rea Lenders (1980), turnster
- Katharina Leopold (1846-1914), kinderboekenschrijfster, tekstdichteres
- Jan Lever (1922-2010), bioloog

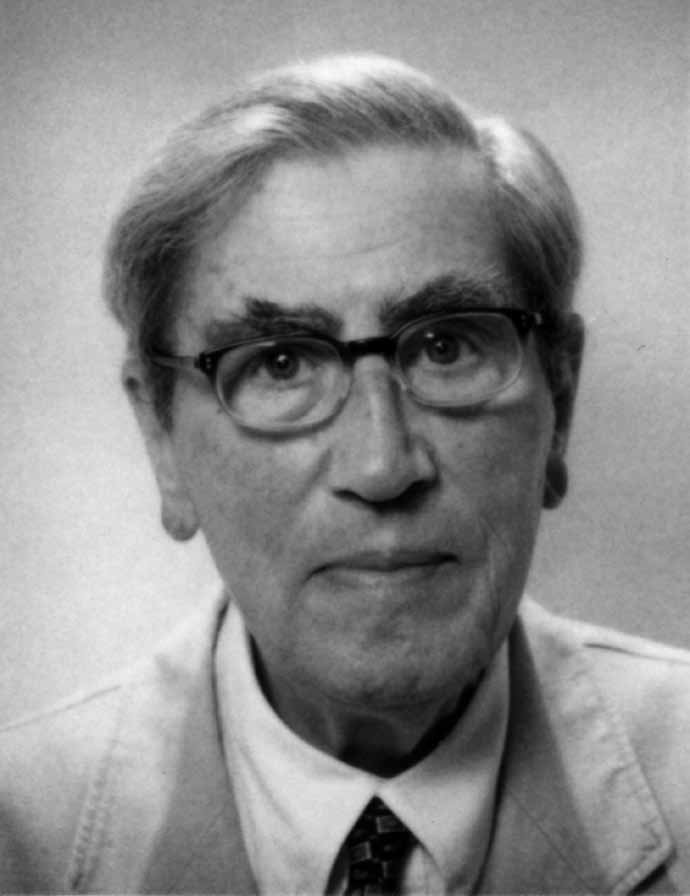
Bioloog Jan Lever

- Bioloog Jan LeverJan Lokin (1945-2022), rechtshistoricus
- Hendrik Lofvers (1739-1806), schilder
- Pieter Lofvers (1712-1788), schilder
- Ismaël Lotz (1975-2022), filmmaker
- Klaas Lugthart (1928-2015), voetballer
- Will Luikinga (1943), diskjockey
- Ad van Luyn (1935), rooms-katholiek bisschop

## M
- Jurjan Mannes (1992), voetballer
- René de Marees van Swinderen (1866-1955), politicus
- Jearl Margaritha (2000), voetballer
- Nathan Markelo (1999), voetballer
- Eddie van Marum (1968), BBB-politicus
- Henk Medema (1950-2024), uitgever en schrijver
- Ale van der Meer (1965), voetballer
- Hendrik Willem Mesdag (1831-1915), schilder
- Taco Mesdag (1829-1902), schilder
- Bert Meijer (1955), organisch chemicus
- Patriot en luchtvaartpionier Jan ModdermanBjorn Meijer (2003), voetballer

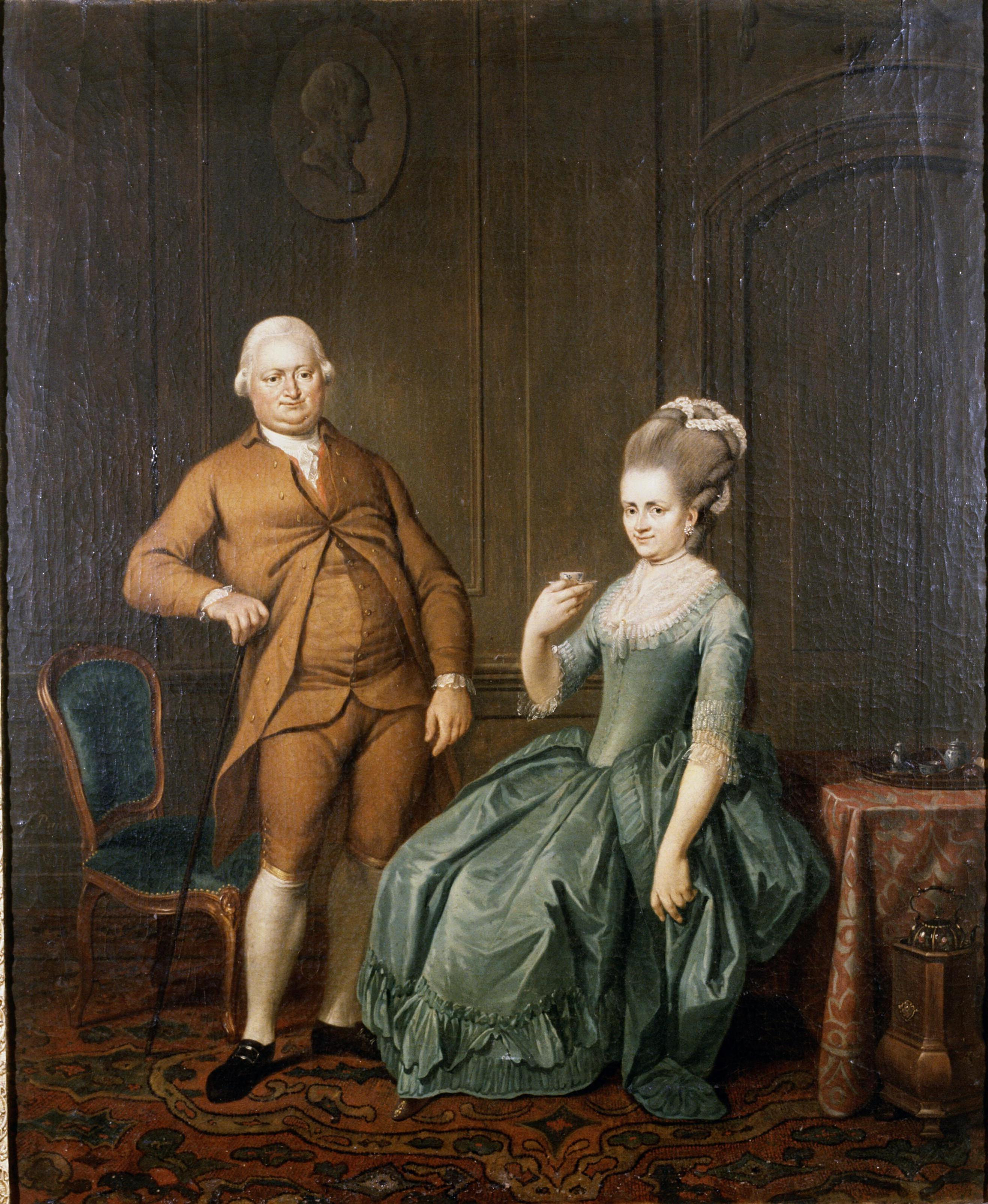
Patriot en luchtvaartpionier Jan Modderman

- Henk Meijer (1884-1970), beeldend kunstenaar, illustrator en tekendocent
- Rinus Meijer (1917-1985), beeldhouwer
- Christoffel Meyer Nap (1807-1886), politicus
- Eilardus Meurs (1806-1903), bestuurder
- Bert Middel (1952), PvdA-politicus
- Aernout Mik (1962), beeldend kunstenaar, bekend om zijn installaties en films
- Antonius Modderman (1793-1871), politicus
- Hendrik Jacob Herman Modderman sr (1796-1859), rechter en politicus
- Jan Modderman (1747-1790), patriot en luchtvaartpionier
- Sebastiaan Matheüs Sigismund Modderman (1820-1900), burgemeester van Groningen
- Tonco Modderman (1745-1802), advocaat en dichter
- Awoiska van der Molen, (1972), beeldend kunstenaar, fotograaf
- Ben Molenaar (1910-2009), Nederlands schrijver
- Bauke Mollema (1986), wielrenner
- Joop van Moorsel (1902-1977), voetbalscheidsrechter

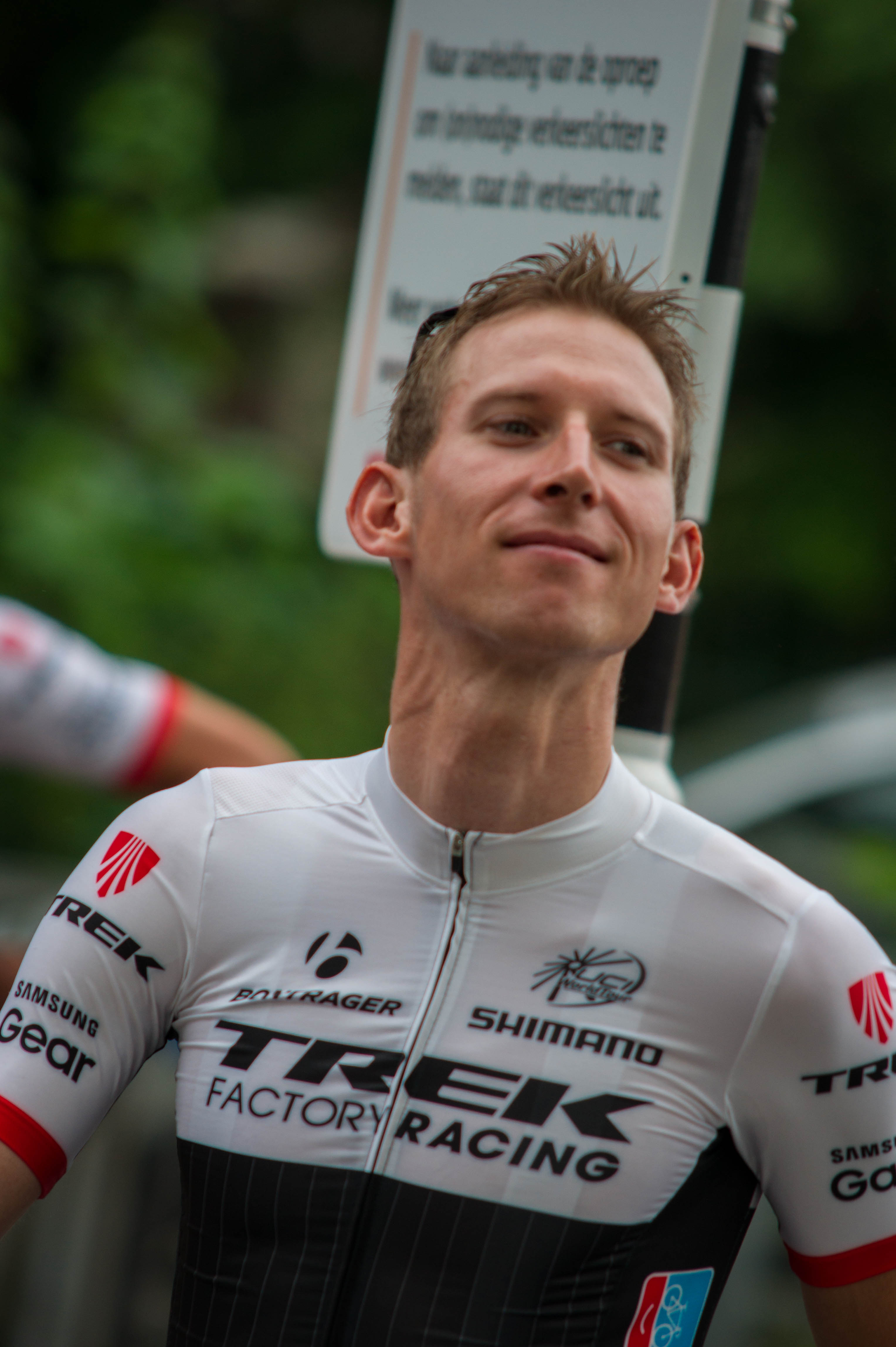
Wielrenner Bauke Mollema

- Wielrenner Bauke MollemaPim Muda (1978), lid van de Ashton Brothers, variétéartiest, acteur en zanger
- Boyito Mulder (1991), kunstschaatser
- Ineke Mulder (1950), PvdA-politica
- Jan Hendrik Mulder (1895-1971), NSB-politicus
- Hero Muller (1938-2021), acteur
- Evert Musch (1918-2007), kunstschilder

## N
- Dick Nanninga (1949-2015), voetballer
- Rob Nanninga (1955-2014), scepticus, schrijver en publicist
- Tiddo Nieboer (1940-2002), beeldhouwer, schilder
- Yoëll van Nieff (1993), voetballer
- Bert Nienhuis (1873-1960), keramist, vormgever en sieraadontwerper
- Jaap Nienhuis (1935), televisiepresentator
- Leonard Nienhuis (1990), voetballer
- Sean Niewold (2002), zwemmer
- Henk Nijboer (1983), PvdA-politicus
- Sem Nijveen (1912-1995), jazzviolist

## O
- Ronald Ohlsen (1968), dichter en (toneel)schrijver
- Bert Oosterhuis (1940-1982), motorcoureur
- Arnold Oosterveer (1963), voetballer
- Jasper Oostland (1976), kunstenaar
- Alice Oppenheim (1939), televisiepresentatrice
- Herman Isidor Oppenheim (1865-1939), drukker en uitgever
- Samuel Juda Oppenheim (1788-1873), koopman
- Fons Orie (1947), rechter
- Felix Ortt (1866-1959), theoloog
- Jan Theodoor Gerard Overbeek (1911-2007), chemicus

## P

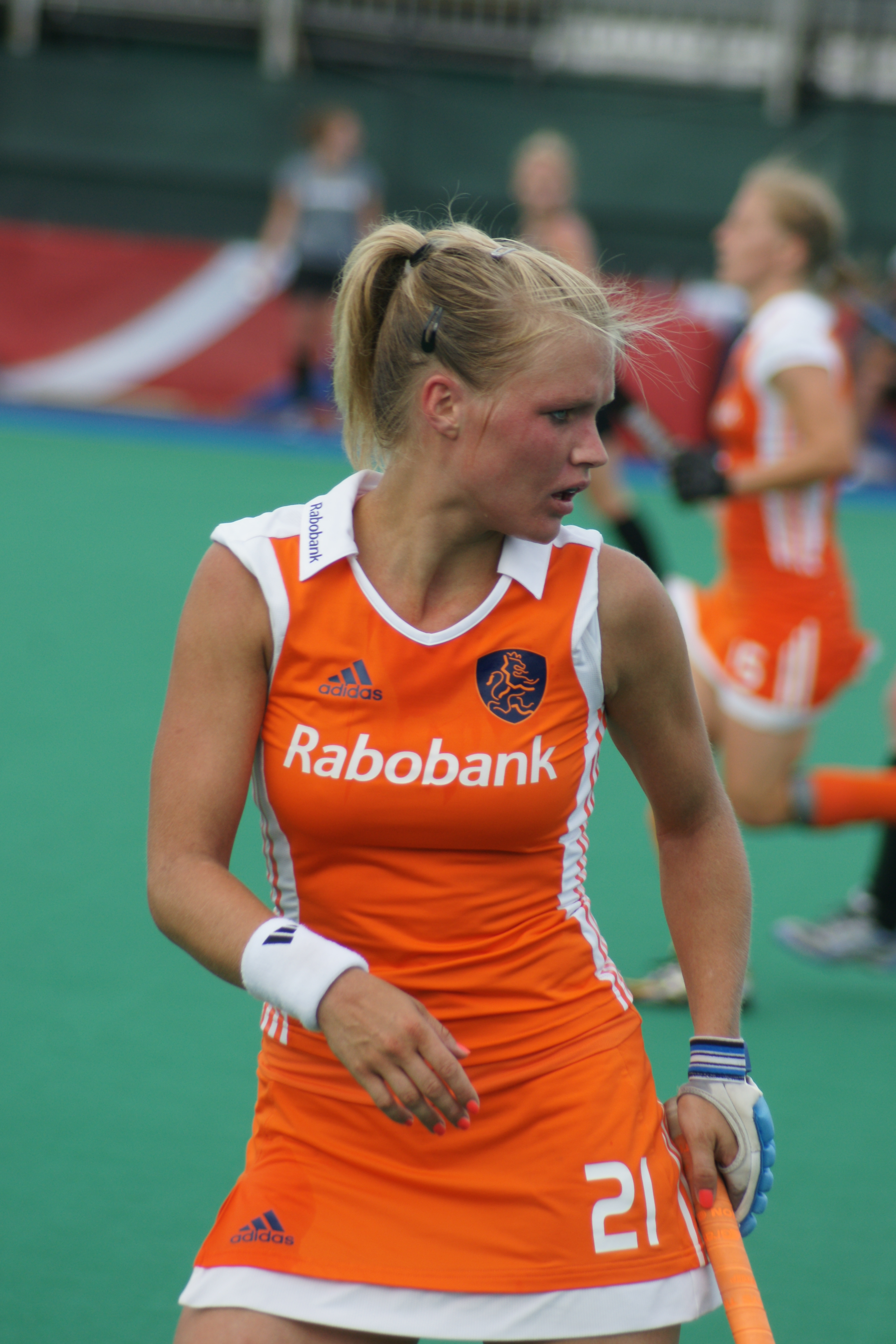
Hockeyster Sophie Polkamp

- Hockeyster Sophie PolkampEtta Palm (1743-1799), feministe en spionne
- Eric Pang (1982), badmintonner
- Hans Parlevliet (1953), kunstschilder, illustrator en aquarellist
- Petrus Hofman Peerlkamp (1786-1865), classicus, hoogleraar, rector magnificus
- Marjan Pentenga (1964), roeister
- Egbert Pieters (1893-1981), NSB-politicus
- Joris Pijs (1987), roeier
- Henk Plenter (1913-1997), voetballer
- Annelies Pleyte (1970), VVD-politica
- Plopatou (1938-2017), dichter, kunstschilder en fotograaf
- Sophie Polkamp (1984), hockeyster
- André Postema (1969), econoom en PvdA-politicus
- Romano Postema (2002), voetballer
- Albert Jurardus van Prooijen (1834-1898), schilder
- Anna van Prooijen (1858-1933), schilderes
- Geert Prummel (1928-1995), voetballer
- Sjoerd Prummel (1895-1972), voetbalbestuurder

## R

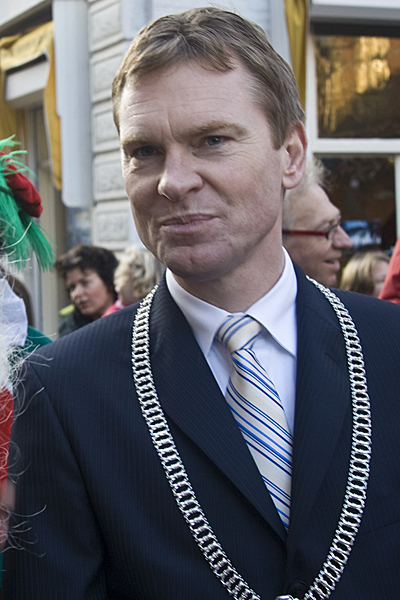
Politicus Peter Rehwinkel

- Politicus Peter RehwinkelHerman de Ranitz (1794-1846), burgemeester van Groningen
- Samuel de Ranitz (1834-1913), arts
- Frederik van der Ree (1815-1878), bestuurder
- Chris Rehorst (1947-2024), kunsthistoricus
- Peter Rehwinkel (1964), PvdA-politicus
- Bernardus Reiger (1845-1908), industrieel en bestuurder
- Daan Reiziger (2001), voetballer
- Aat van Rhijn (1892-1986), CHU/PvdA-politicus
- Alie te Riet (1953), zwemster
- Jan Ritzema Bos (1850-1928), botanicus
- Dolly de Rode (1958), kunstenares
- Jan Rodenburg (1942-2017), journalist
- Nico Rodenburg (1911-1988), president-directeur van Philips
- Dirk Roelfsema (1939-2023), voetballer
- Roeli Roelfsema (1905-1943), arts
- Jan Roëde (1914-2007), kunstenaar
- Otto Roffel (1927-2022), voetballer
- Paul de Rook (1987), D66-politicus
- Judith Roosjen (2002), voetbalster

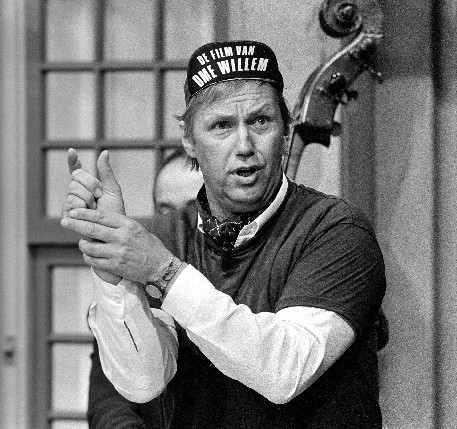
Televisiemaker Edwin Rutten

- Televisiemaker Edwin RuttenCarola Rosema-Pesman (1959), handbalster
- Salomon Rosenbach (1764-1848), opperrabbijn van Groningen
- Jacob Moses Rosenberg (1806-1868), opperrabbijn van Groningen en Düsseldorf
- Nico Rost (1896-1967), schrijver, vertaler, journalist en verzetsstrijder
- Gerrit Rotman (1893-1944), striptekenaar
- Lieneke le Roux (1955), actrice
- Hilbrand Rozema (1971), dichter en journalist
- Stefan Rusch (1993), paralympisch atleet
- Edwin Rutten (1943), acteur (Ome Willem)

## S
- Diederik Samsom (1971), PvdA-politicus
- Alexander de Savornin Lohman (1837-1924), CHU-politicus
- Teddy Schaank (1921-1988), actrice

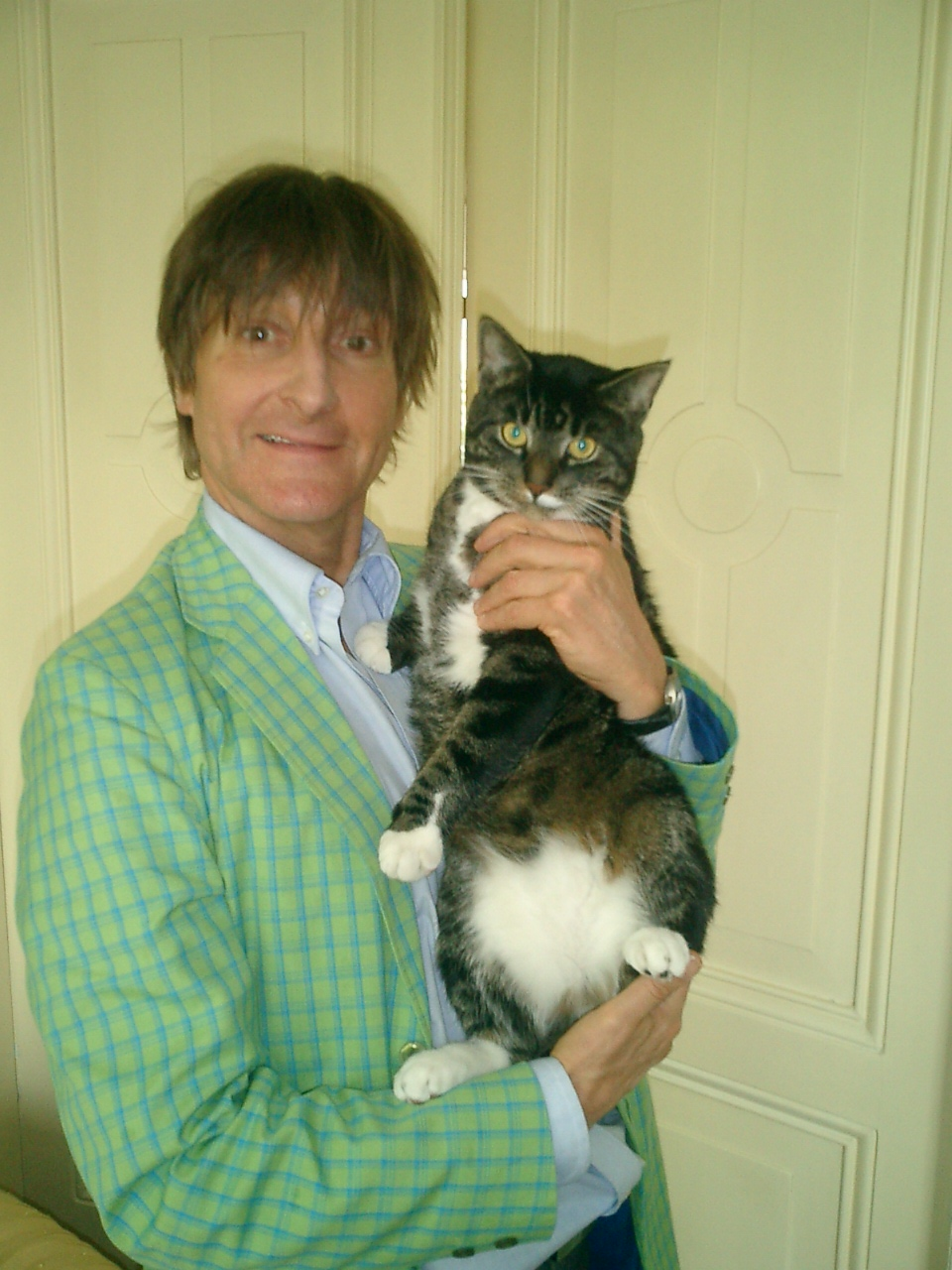
Beeldend kunstenaar Wim T. Schippers

- Beeldend kunstenaar Wim T. SchippersPeter Schaap (1946-2025), zanger en schrijver
- Jan Schaper (1868-1934), SDAP-politicus
- Jaap Scherpenhuizen (1934-2012), VVD-politicus
- Coen Schilt (1907-1990), beeldend kunstenaar
- Nicky van der Schilt (1991), kogelslingeraarster
- Wim T. Schippers (1942), schrijver en beeldend kunstenaar
- Maarten Schmidt (1929-2022), astronoom
- Henk Scholte (1959-2025), zanger en presentator
- Marleen Scholten (1978), actrice
- Moritz Schönfeld (1880-1958), taalkundige
- Pieter Meindert Schreuder (1912-1945), verzetsstrijder
- Jan Schubart (1924-2010), bokser
- Henk Schuiling (1983), paralympisch sporter
- Suzanne Schulting (1997), schaatsster
- Paul Schuitema (1897-1973), fotograaf, filmer en grafisch ontwerper
- Jan Albert Sichterman (1692-1764), koloniaal bestuurder
- Eilko Eger Tamminga Sickinghe (1726-1809), burgemeester van Groningen

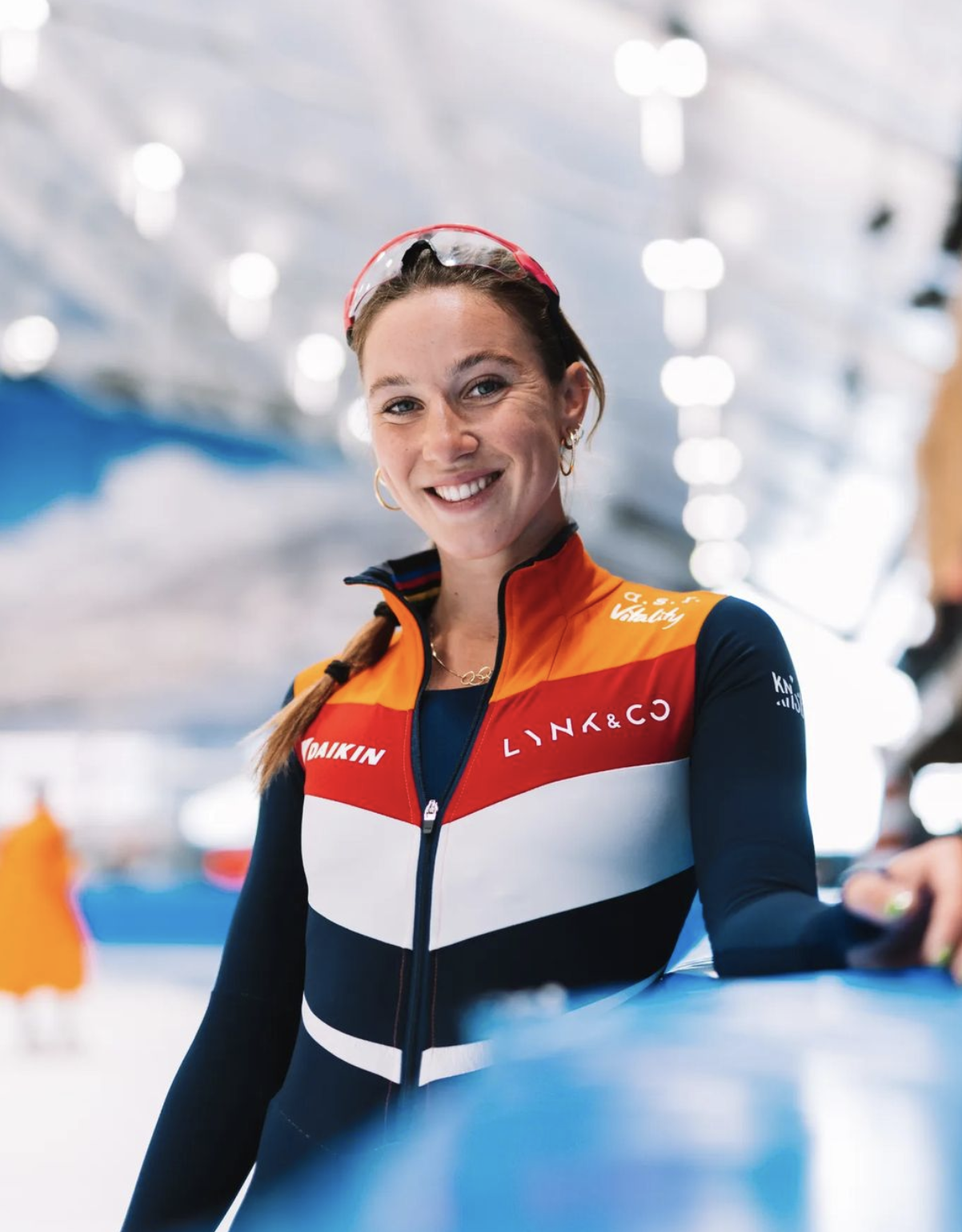
Schaatster Suzanne Schulting

- Schaatster Suzanne SchultingFeio Sickinghe (1654-1696), militair en bestuurder
- Gerard Sickinghe (ca. 1279-?), burgemeester van Groningen
- Johan Sickinghe (1495-1572), burgemeester van Groningen
- Lubbert Sickinghe (ca. 1320-1383/1384), burgemeester van Groningen
- Ludolfus Sickinghe (1245-?), burgemeester van Groningen
- Onno Sickinghe (1688-1756), burgemeester van Groningen
- Onno Joost Sickinghe (1782-1845), politicus en rechter
- Otto Sickinghe (-1267), burgemeester van Groningen
- Peter Sickinghe (ca. 1455-1532), burgemeester van Groningen
- Pieter Feijo Onno Sickinghe (1824-1884), militair
- Pieter Rembt Sickinghe (1743-1821), politicus en rechter
- Rudolph Sickinghe (1643-1688), militair en bestuurder
- Roel Sikkema (1953), journalist
- Cobie Sikkens (1946), zwemster
- Frits Sissing (1963), presentator
- Siebold Sissingh (1899-1960), voetballer
- Senna Sitalsing (1999), zangeres
- Albert Johan de Sitter (1748-1814), jurist en politicus
- Ulbo de Sitter (1902-1980), geoloog
- Tom-Jelte Slagter (1989), wielrenner
- Jan Sloot (1945-1999), uitvinder
- Klaas Sloots (1971), GroenLinks-politicus
- Ludolph Smids (1649-1720), dichter
- Anno Smith (1915-1990), kunstenaar
- Rutger Smith (1981), kogelstoter en discuswerper
- Joop Smits (1926-2003), presentator en zangerStripmaakster Barbara Stok
- Julia Soek (1990), wielrenster

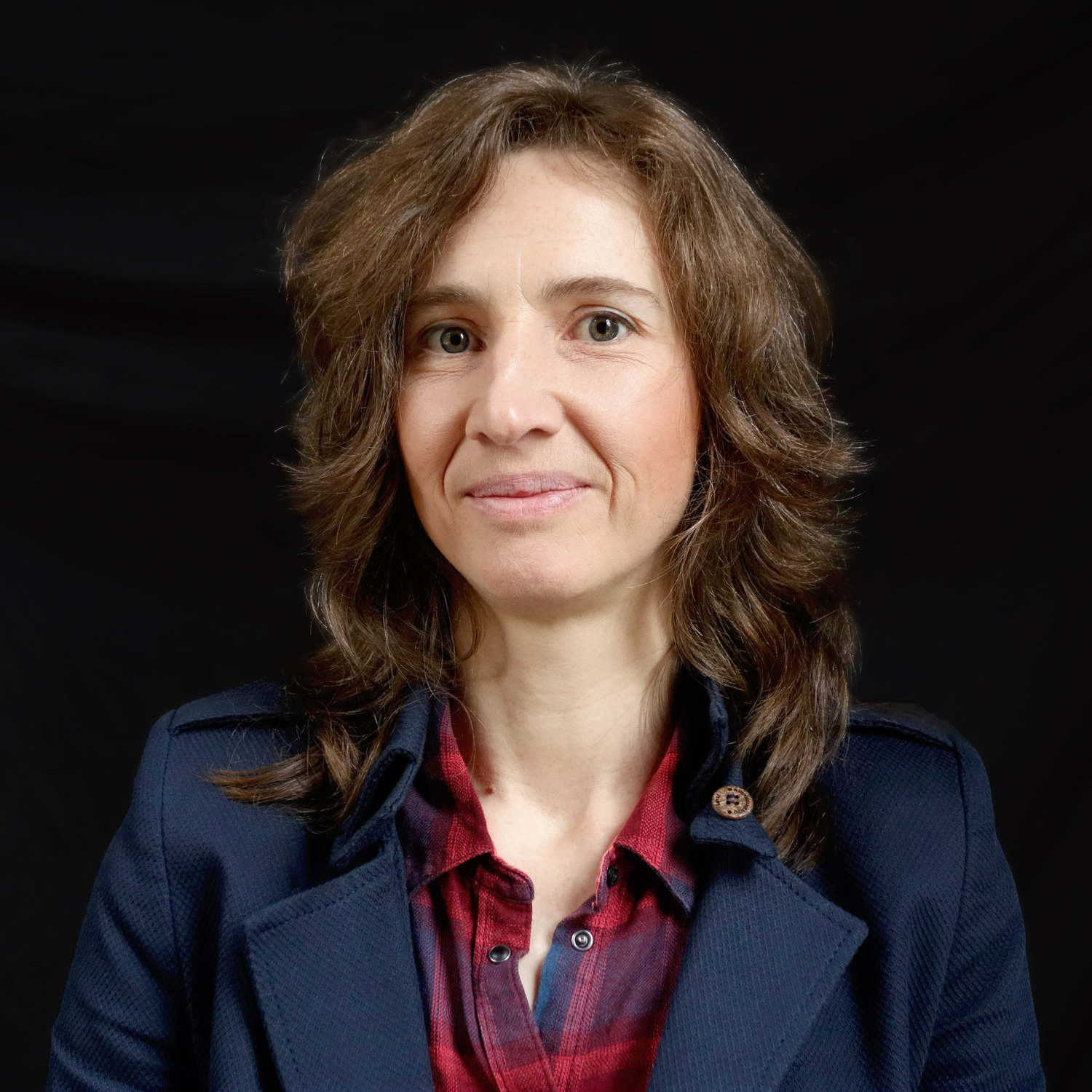
Stripmaakster Barbara Stok

- Jerry St. Juste (1996), voetballer
- Aart Staartjes (1938-2020), acteur en presentator
- Alidius Tjarda van Starkenborgh Stachouwer (1888-1978), gouverneur-generaal van Nederlands-Indië
- Jannie Stalknecht (1928-2017), jazzzangeres
- Niels van Steenis (1969), roeier
- Marleen Stikker (1962), onderneemster
- Barbara Stok (1970), stripmaakster en drummer
- Sibrandus Elzoo Stratingh (1774-1846), arts
- Piet Swieter (1943), volleyballer

## T
- Tine Tammes (1871-1947), botanica
- Hans Tetzner (1898-1987), voetballer en chirurg
- Max Tetzner (1897-1932), voetballer en schaatser
- Jenny Thunnissen (1952-2025), ambtenaar
- Paulien Timmer (1988), auteur
- Johannes Wilhelmus Timpe (1770-1837), orgelbouwer
- Krijn Torringa (1940-2006), diskjockey
- Nico Treep (1896-1945), violist en dirigent
- Scato Trip (1742-1822), patriot
- Albert Dominicus Trip van Zoudtlandt (1776-1835), militair
- Abraham Trommius (1633-1719), predikant en theoloog
- Michel Tsiba (1997), kunstschaatser
- Fofin Turay (2004), voetballer

## U
- Frederike van Uildriks (1854-1919), schrijfster en onderwijzeres

## V
- Voetballer Luciano ValenteLuciano Valente (2003), voetballer

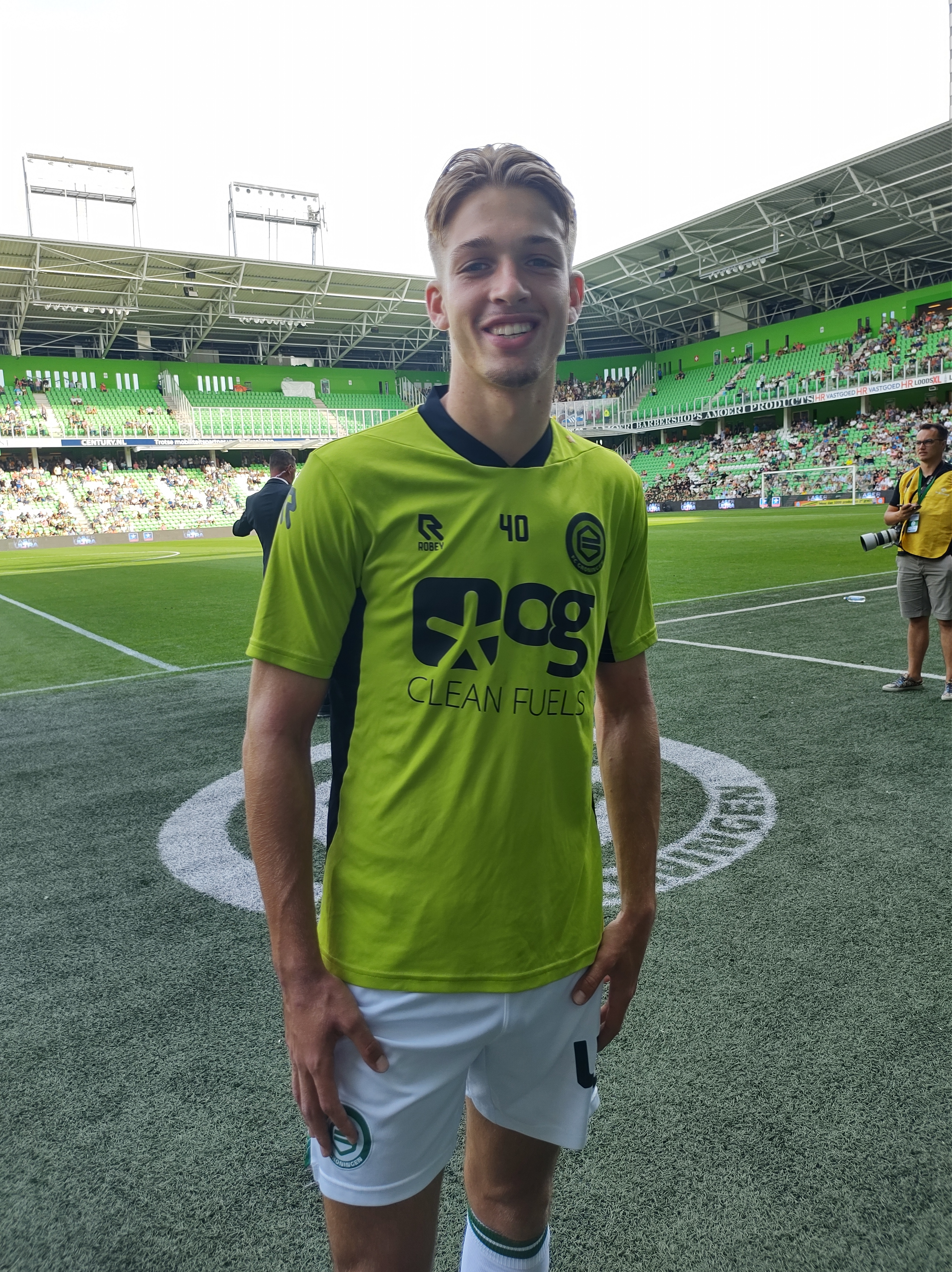
Voetballer Luciano Valente

- Josué Jean Philippe Valeton (1848-1912), theoloog
- Stephan Veen (1970), hockeyer
- Michiel van Veen (1971), VVD-politicus
- Klaas R. Veenhof (1935-2023), assyrioloog
- Elske ter Veld (1944-2017), PvdA-politica
- Martine van der Velde (1989), PVV-politica
- Tjibbe Veldkamp (1962), schrijver
- Jeroen Veldmate (1988), voetballer
- Mark Veldmate (1984), voetballer
- Kars Veling (1948-2025), politicus (GPV/RPF/CU)
- Michel Velleman (1895-1943), goochelaar en illusionist (artiestennaam "Ben Ali Libi")
- Herman Verbeek (1936-2013), priester en PPR/GroenLinks-politicus
- Gerard Veringa (1924-1999), criminoloog en KVP-politicus
- Jeanne Verwey-Tilbusscher (1907-1990), textielkunstenaar, aquarellist en tekenaar
- Vicetone (2012), DJ- en productieduo
- Jan Fresemann Viëtor (1784-1852), notaris, reder, frabrikant en politicus
- Bert Visscher (1960), cabaretier
- Zwemster Koosje van VoornAb Visser (1913-1982), auteur

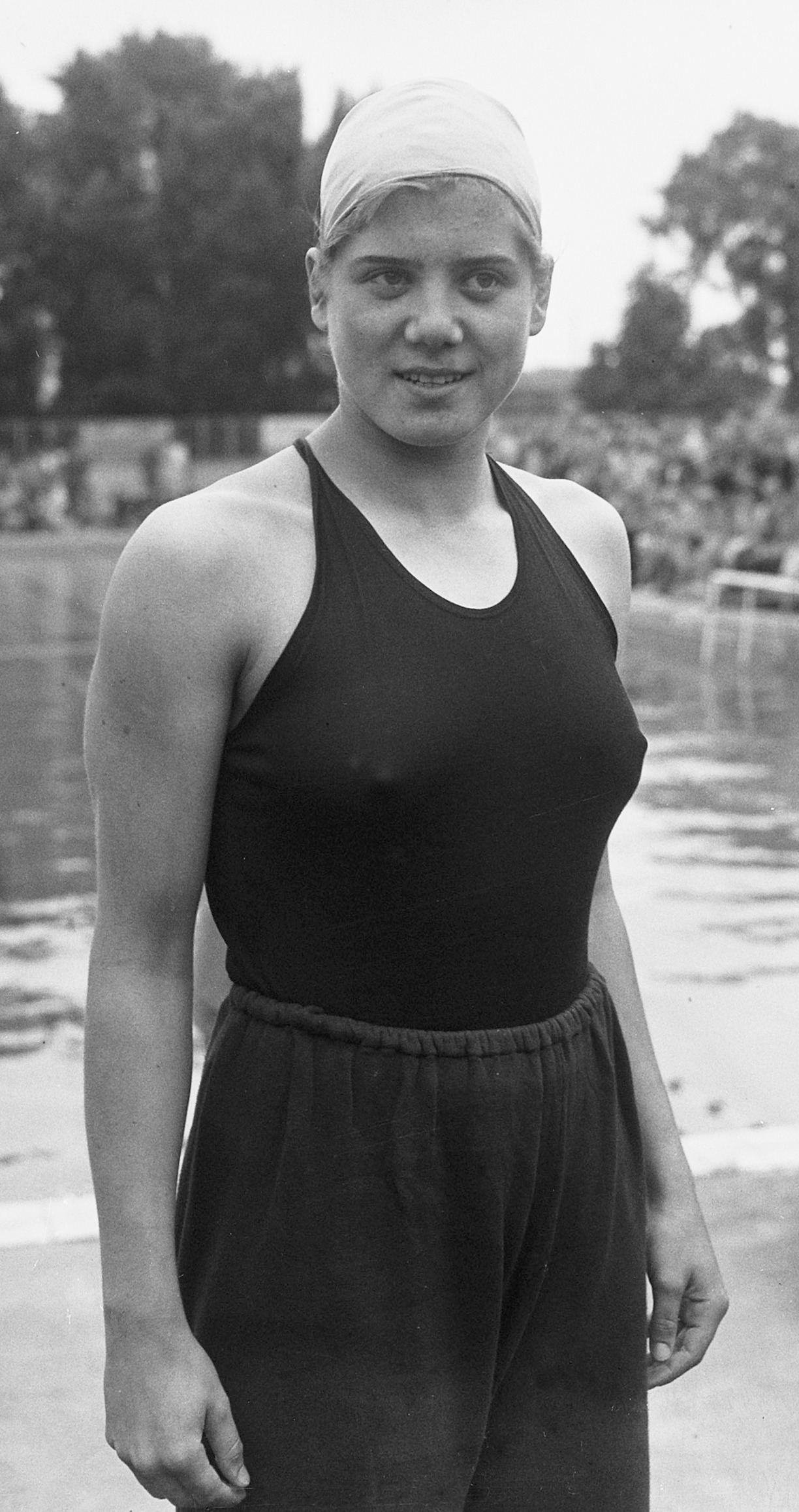
Zwemster Koosje van Voorn

- Jo de Vogel (1872-1933), beeldhouwer
- Frans Vogel (1935-2016), auteur, kunstenaar, collagist, en dichter
- Martha Vonk-van Kalker (1943-2022), PvdA-politica
- Koosje van Voorn (1935), zwemster
- Ida Vos (1931-2006), schrijfster en dichteres
- Madelon Vos (1995), YouTuber en columniste
- Michiel Vos (1970), journalist
- Bert de Vries (1938), PvdA-politicus
- Frans de Vries (1884-1958), econoom
- Hendrik de Vries (1896-1989), dichter
- Liesbeth de Vries (1950), oncologe
- Nathan de Vries (1991), presentator
- Wladimir de Vries (1917-2001), beeldhouwer
- Hans Dirk de Vries Reilingh (1908-2001), geograaf

## W
- Philip Wagner (1962-2024), econoom
- Herman Walstra (1888-1972), schilder en beeldhouwer
- Elisabeth Geertruida Wassenbergh (1729-1781), kunstschilder
- Jan Abel Wassenbergh (1689-1750), kunstschilder
- Jan Wassenbergh (1716-1763), kunstschilder
- Jan Abel Wassenbergh (1689-1750), kunstschilder
- Egbert Jan Weeber (1981), acteur
- Mick van Wely (1972), misdaadjournalist
- Koos van der Werff (1925-2017), ontwikkelingspsycholoog
- Roelof van Wering (1873-1914), arts en burgemeester
- Dichter Driek van WissenDemi Werther (2005), voetbalster

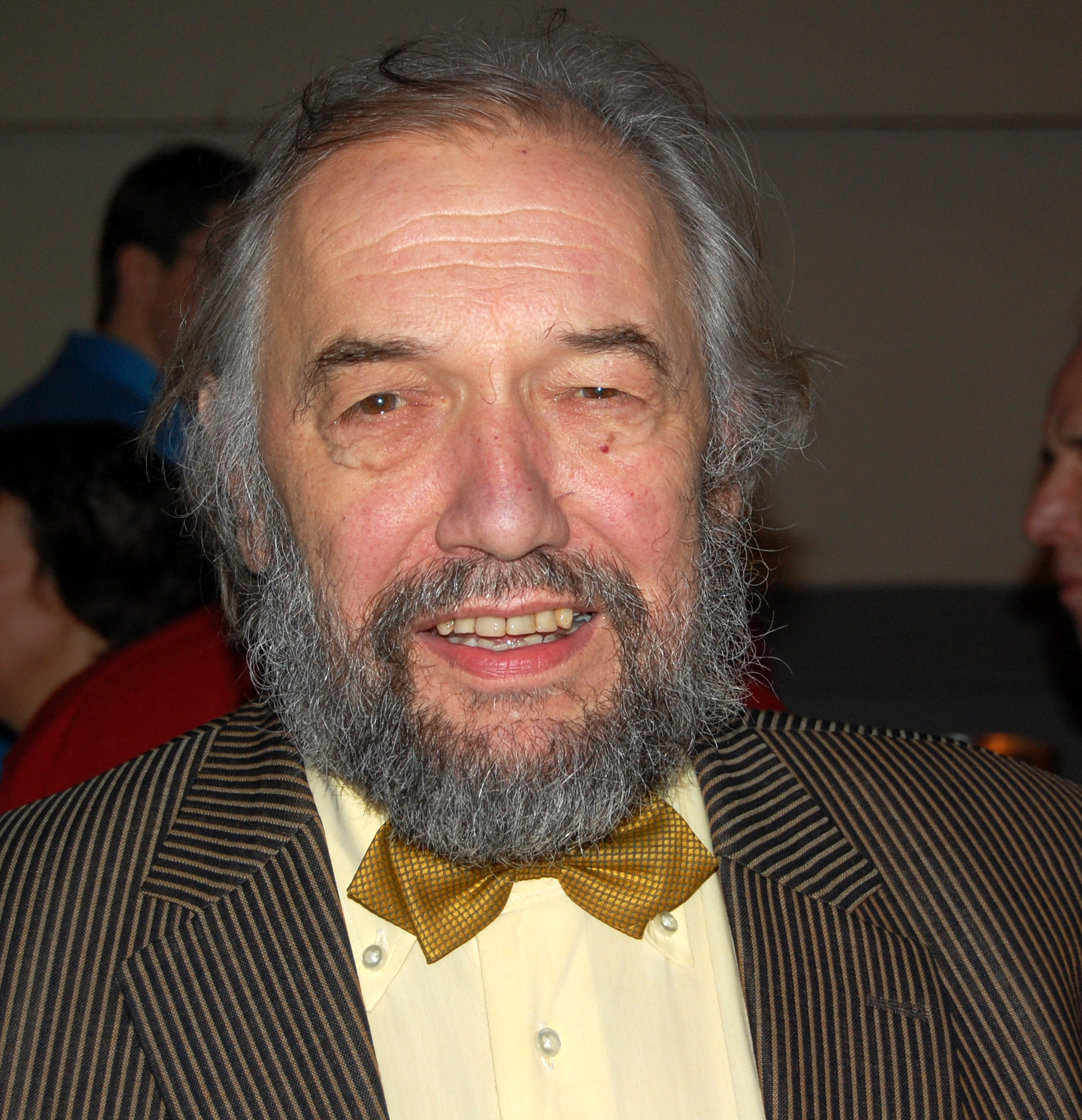
Dichter Driek van Wissen

- Jan Marinus Wiersma (1951), PvdA-politicus
- Selma Wijnberg (1922-2018), Holocaustoverlevende
- Corrie Winkel (1944), zwemster
- Adriaan Geerts Wildervanck (1605-1661), vervener
- Driek van Wissen (1943-2010), Dichter des Vaderlands
- Herman van Wissen (1910-2000), architect
- Ellen van Wolde (1954), bijbelwetenschapper
- Ben Woldring (1985), internetondernemer
- Dirk Wolthekker (1959), journalist en publicist
- Wolter Wolthers (1630-1714), burgemeester van Groningen
- Jan Wolthuis (1903-2000), nationaalsocialist
- Jan Woltjer (1849-1917), classicus
- Hans van der Woude (1950), kleinkunstenaar

## Z
- Jan Zeldenrust (1907-1990), patholoog-anatoom
- Daan Zonderland (1909-1977), dichter
- Rikkert Zuiderveld (1947), zanger en schrijver

Alkmaar · 
Almelo ·
Almere · 
Alphen-Chaam · 
Alphen aan den Rijn ·
Amersfoort · 
Amstelveen · 
Amsterdam · 
Apeldoorn · 
Arnhem · 
Assen ·
Baarn · 
Bergen op Zoom · 
Bilthoven · 
Bolsward · 
Boxtel · 
Breda · 
Bredevoort · 
Brunssum · 
Bussum · 
Delft ·
Den Haag ·
Den Helder · 
Deurne · 
Deventer · 
Doetinchem ·
Dokkum · 
Dordrecht · 
Drachten · 
Ede · 
Eindhoven · 
Emmen · 
Enschede · 
Franeker · 
Geleen · 
Gouda · 
Groenlo ·
Groningen · 
Haarlem · 
Harlingen ·  
Heemstede · 
Heerenveen · 
Heerlen · 
Helmond · 
Hengelo · 
's-Hertogenbosch · 
Hilversum · 
Hoogeveen · 
Hoorn · 
Horst ·
Kampen · 
Kerkrade · 
Leerdam · 
Leeuwarden · 
Leiden · 
Lelystad · 
Maastricht · 
Meppel ·  
Middelburg  ·
Nijkerk · 
Nijmegen · 
Oldenzaal · 
Ommen · 
Oss · 
Rijswijk (Zuid-Holland) · 
Roosendaal · 
Rotterdam · 
Schiedam · 
Sittard · 
Sittard-Geleen · 
Sneek · 
Soest · 
Stadskanaal · 
Tegelen · 
Tiel · 
Tilburg · 
Urk · 
Utrecht · 
Veenendaal · 
Veghel · 
Venlo · 
Venray · 
Vlaardingen · 
Vlissingen · 
Wageningen · 
Warnsveld · 
Weert · 
Winschoten · 
Woerden · 
Zeist · 
Zierikzee · 
Zoetermeer · 
Zutphen · 
Zwolle